# Santans
Santans é uma comuna francesa na região administrativa de Borgonha-Franco-Condado, no departamento de Jura. Estende-se por uma área de 16,52 km². Em 2010 a comuna tinha 296 habitantes (densidade: 17,9 hab./km²).